# Ames Room
Ames Room은 슈프림팀과 브라운 아이드 소울의 영준이 2010년 10월 5일에 발매한 Single이다. 타이틀 곡은 〈그땐 그땐 그땐〉이다. 수록곡 〈왜〉가 2010년 9월 6일에 선공개되었다.

## 수록곡
| #  | 제목                          | 재생 시간 |
| -- | ----------------------------- | --------- |
| 1. | 〈그땐 그땐 그땐〉            |           |
| 2. | 〈왜〉                        |           |
| 3. | 〈Ready Gaga〉 (Feat. 정유진) |           |
| 4. | 〈그땐 그땐 그땐 (Inst.)〉    |           |
| 5. | 〈왜 (Inst.)〉                |           |

## 특이 사항
2번 트랙 〈왜〉의 전주에 같은 음반의 그땐 그땐 그땐 후반부 부분이 나오며, 그 부분이 끝나고 "왜?"라고 묻는 목소리의 주인공은 아이유이다.